# Liebfrauen (Mainz)

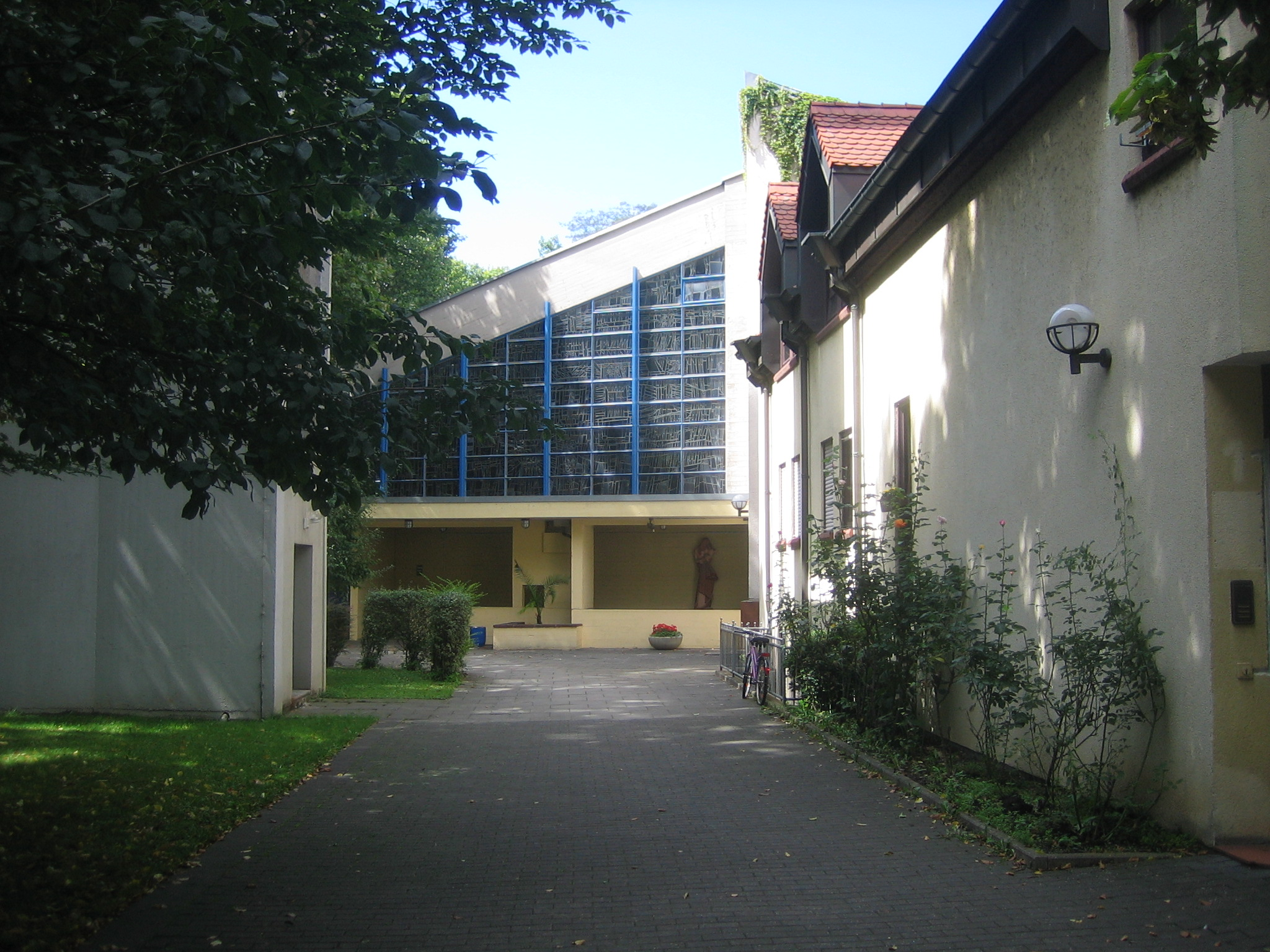
Liebfrauen, Südostportal

Liebfrauen ist eine römisch-katholische Kirche in Mainz. Die Kirche ist ein modernes nachkonziliares Bauwerk der 1960er Jahre.

## Geschichte
Die Pfarrkuratie Liebfrauen wurde am 1. Februar 1931 am nordwestlichen Ende der Mainzer Neustadt errichtet. Diese Neugründung war notwendig geworden, weil durch die Stadterweiterung auf das Gartenfeld auch der Bedarf an Kirchengebäuden gewachsen war. Die bereits vorher in Altstadtnähe errichteten Pfarreien St. Josef und St. Bonifaz mussten entlastet werden. Mehr als dreißig Jahre lang fanden die Gottesdienste im als Notkirche eingerichteten Liebfrauensaal statt, der heute als Gemeindezentrum dient.

### Vorkonziliar

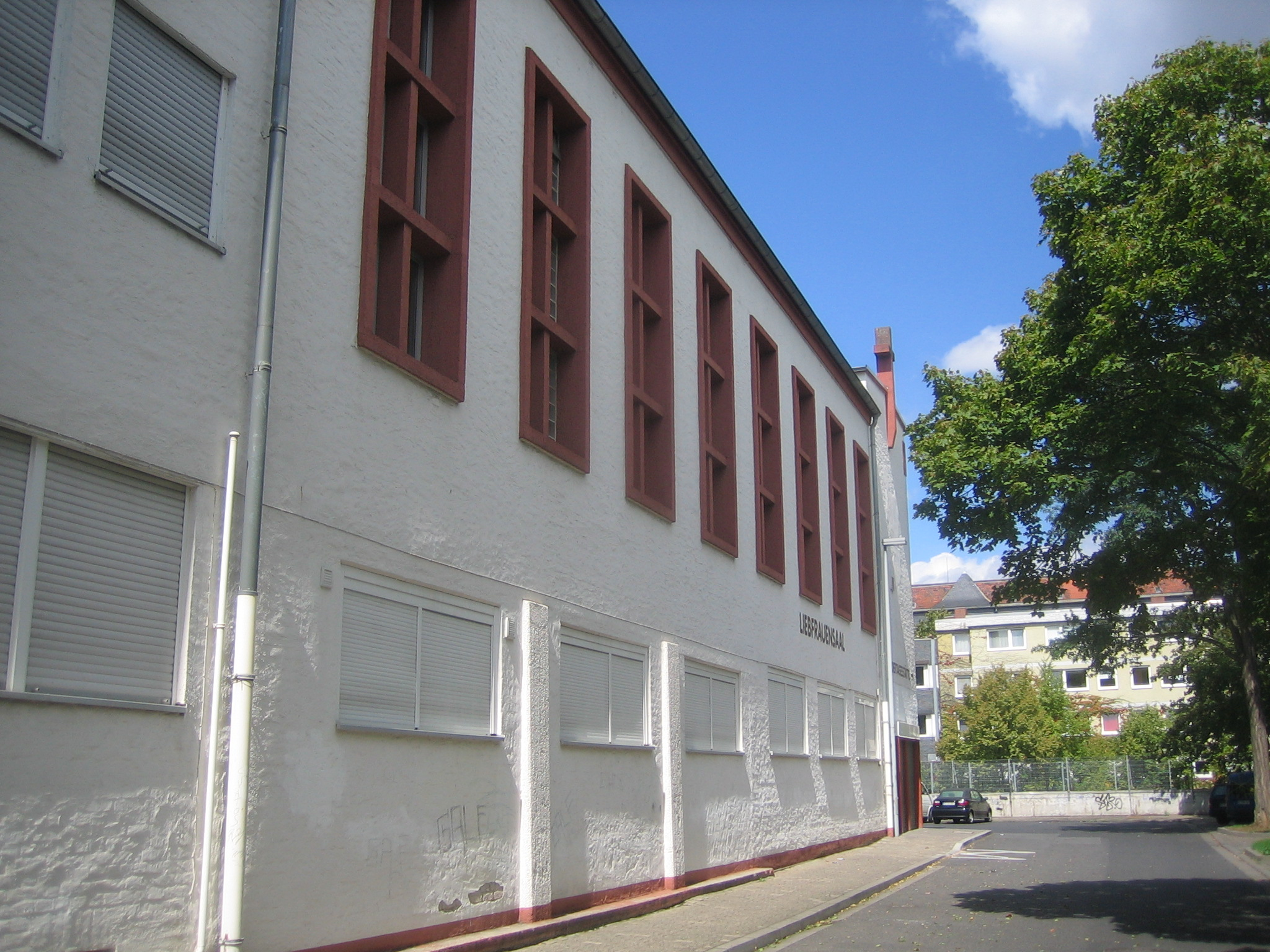
Liebfrauensaal

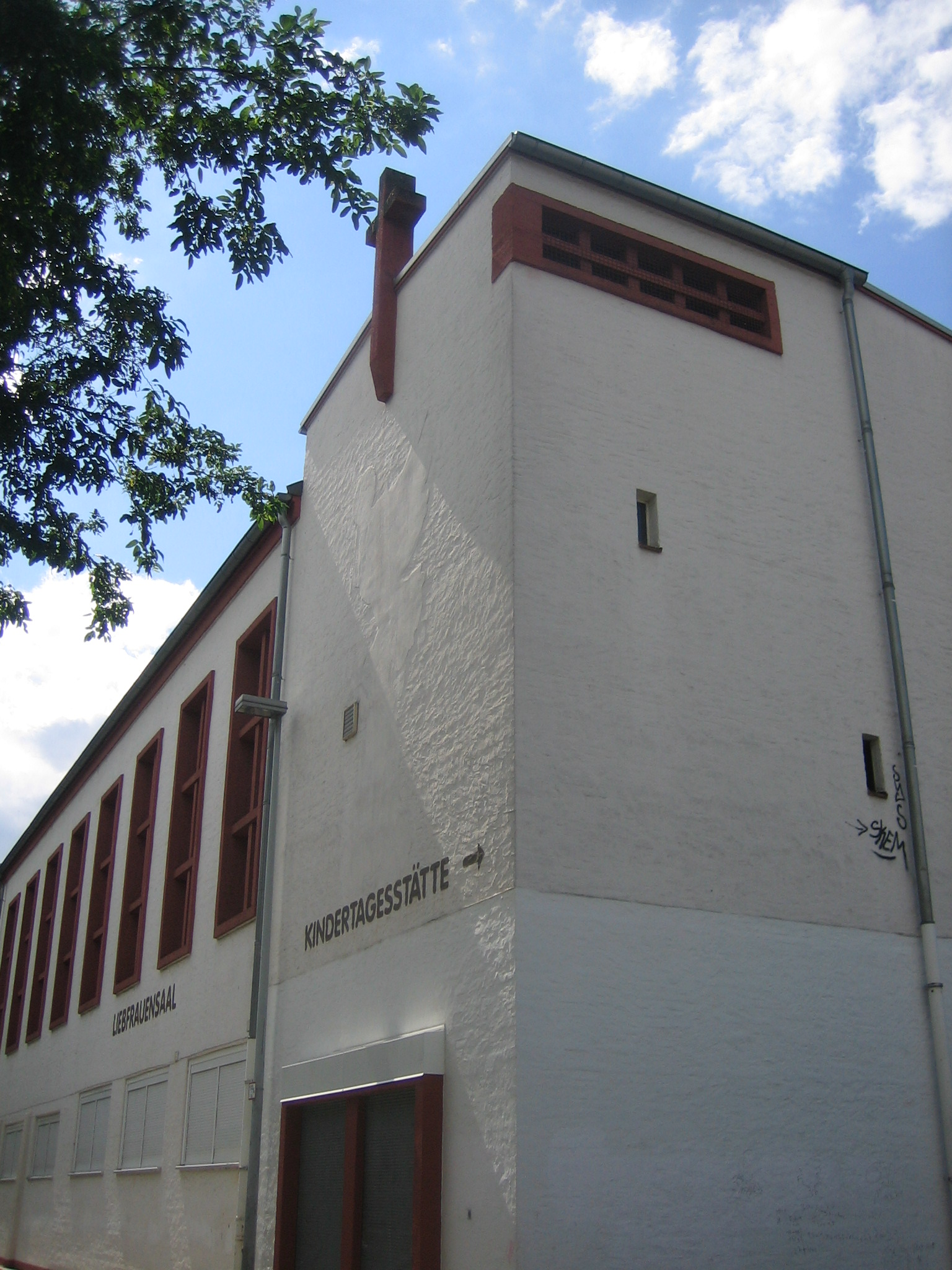
Vorhalle des Liebfrauensaals mit Kirchturmprovisorium

Im Jahr 1904 hatte Bischof Kirstein, ein geborener Mainzer, die Leitung der Diözese übernommen. Kirstein wurde als volkstümlicher Seelsorgebischof geschätzt und war ein bekennender Marienverehrer. Der Bedarf nach neuem Kirchenraum und das Bedürfnis nach der Zerstörung der alten Liebfrauenkirche „St. Maria ad Gradus“ wieder eine eigene Stätte der Verehrung der Mutter Gottes zu bauen, ließ Kirstein darum bitten städteplanerisch eine neue Kirche vorzusehen, denn im Stadtplan von 1898 war eine dritte katholische Neustadtkirche noch nicht vorgesehen. Die Kirche sollte Ausdruck der im Jahr 1854 von Papst Pius IX. die dogmatisierten „Lehre von der unbefleckten Empfängnis Marias“ und der immer währenden Jungfräulichkeit der Gottesmutter Maria werden.
Die Stadt stellte 1912 einen Platz zum Bau der Kirche zur Verfügung, der den Bedürfnissen der Bistumsleitung aber nicht entsprach. Der Erste Weltkrieg und die nachfolgende Inflation ließen keine Verfolgung von Kirchenneubauplänen zu. So ruhte das Projekt bis 1925 durch Entgegenkommen der Stadt ein neuer Bauplatz zur Verfügung gestellt wurde.
Die Volkszählung von 1925 ermittelte für die Neustadt bereits über 17000 Katholiken. Durch die hohe Bevölkerungsdichte aufgrund der vier- bis fünfstöckigen Bauweise in dem neuen Stadtteil wurde ein weiter zahlenmäßig starkes Anwachsen der potentiellen Kirchenbesucher erwartet. 1929 wurde ein Architektenwettbewerb ausgeschrieben aufgrund dessen 134 Entwürfe eingingen. Der Wiesbadener Regierungsbaumeister Eberhard Finsterwalder (1893–1972) gewann den ersten Preis.
Die Realisierung des modernen Kirchenbauentwurfs konnte trotz feierlicher Grundsteinlegung am 8. Dezember 1929 in Gegenwart von Bischof Ludwig Maria Hugo nicht verwirklicht werden. Bis 1933 konnte lediglich ein Teilabschnitt des Bauvorhabens, das Gemeindehaus, erstellt werden. Der große Saal im ersten Stock des Gebäudes wurde bis zur Neuerrichtung eines dedizierten Kirchengebäudes als Notkirche benutzt. Trotz des provisorischen Charakters wurde die Eingangshalle über dem Portal 1933 mit einem Fresko von Albert Burkart ausgestattet, das die „Verkündigung des Herrn“ darstellt. Der Bildhauer und Keramikforscher Adam Winter (1903–1978) gestaltete Kruzifix, Kreuzwegstationen und Hochaltar mit Abendmahlszene als keramisches Basrelief. Marienaltar und die Herz-Jesu Darstellung waren als Tonplastik ausgeführt.
Bereits 1933 wurden zwei Glocken in der Werkstatt der Gießerei Carl Friedrich Ulrich / Franz Schilling in Apolda gegossenen. Dies sind die Kreuzglocke mit einem Gewicht von 225 kg und eine Marienglocke mit einem Gewicht von 125 kg. Sie wurden im oberen Teil der Vorhalle des Gemeindehauses untergebracht, die Schallöffnungen liegen erhöht oberhalb des flachen Notkirchendachs.
Die Pfeifenorgel mit 12 Registern stammte von Carl Tennstädt, Lippstadt.

### Neuerrichtung

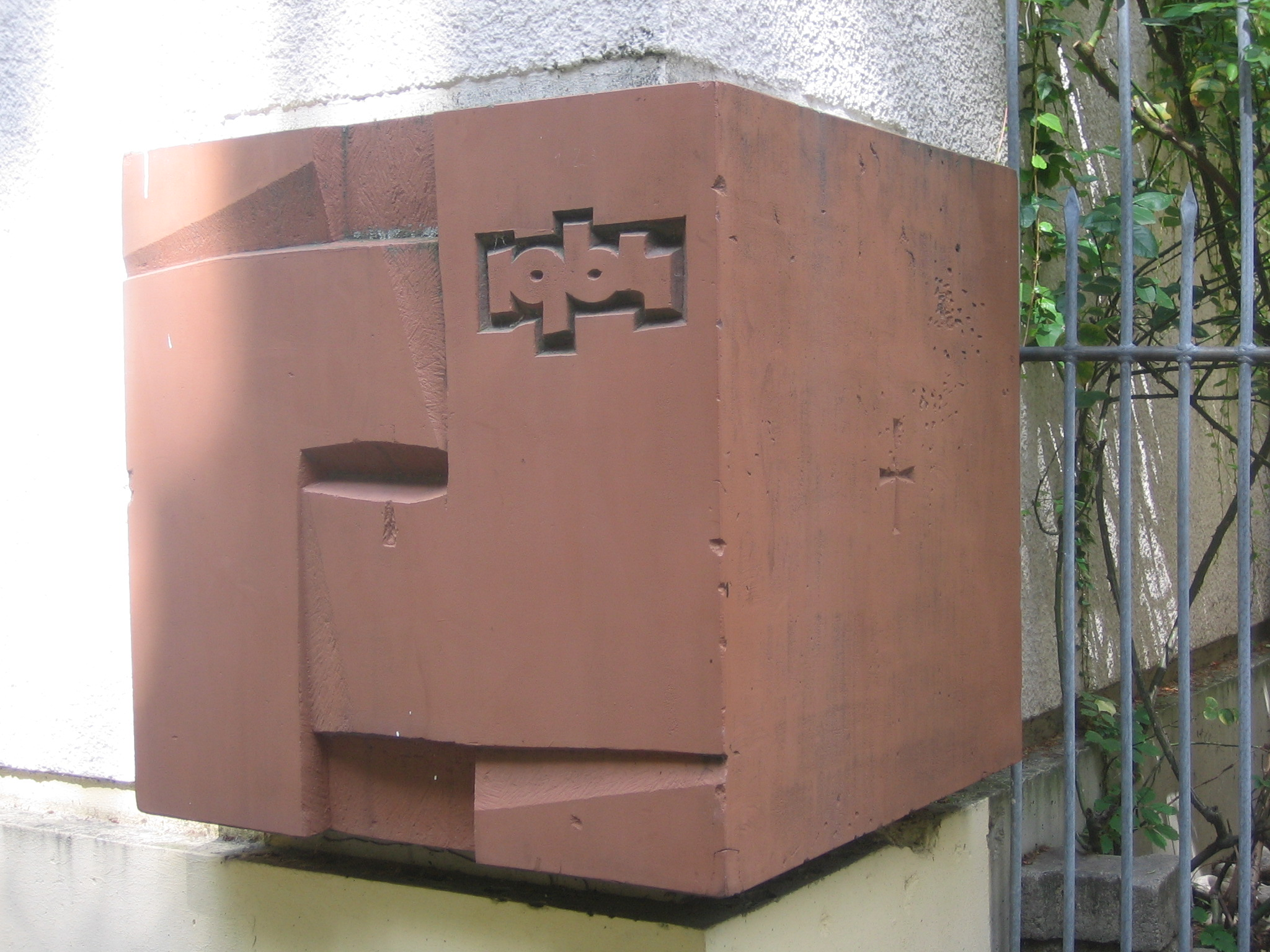
Der Eckstein als Grundstein

Noch während des Zweiten Vatikanischen Konzils wurde der Architekt Bernhard Schmitz aus Mainz mit der erneuten Planung einer Kirche beauftragt, die am Dialog mit den Menschen in ihrer jeweiligen Situation orientiert sein sollte, um die „Erneuerung“ und „Stärkung des Bandes der Einheit“ mit dem Kirchenvolk zu demonstrieren. Am 1. Oktober 1966 wurde die moderne Kirche von Weihbischof Josef Maria Reuß eingeweiht. Die gestalterische Konzeption der Pfarrkirche Liebfrauen verweist vorwiegend auf die Bezeugung der feierlichen Bündnisse Gottes mit den Menschen. Die beiden in je drei Teile gegliederten Fensterwände des Künstlers Peter Paul Etz (1913–1995) zeigen Darstellungen aus dem Alten Testament.
Die Nordwand greift Themen des Auszugs aus Ägypten aus dem Buch Exodus auf, wie die Stiftung des Paschamahls, eherne Schlange und Durchzug durch das Rote Meer, die Südwand gegenüber den Bundesschluss Gottes mit Menschen Gründonnerstag mit der Einsetzung des Abendmahls, der ans Kreuz geschlagene Christus und die Auferstehung Jesu Christi.

## Grundriss und Ausstattung

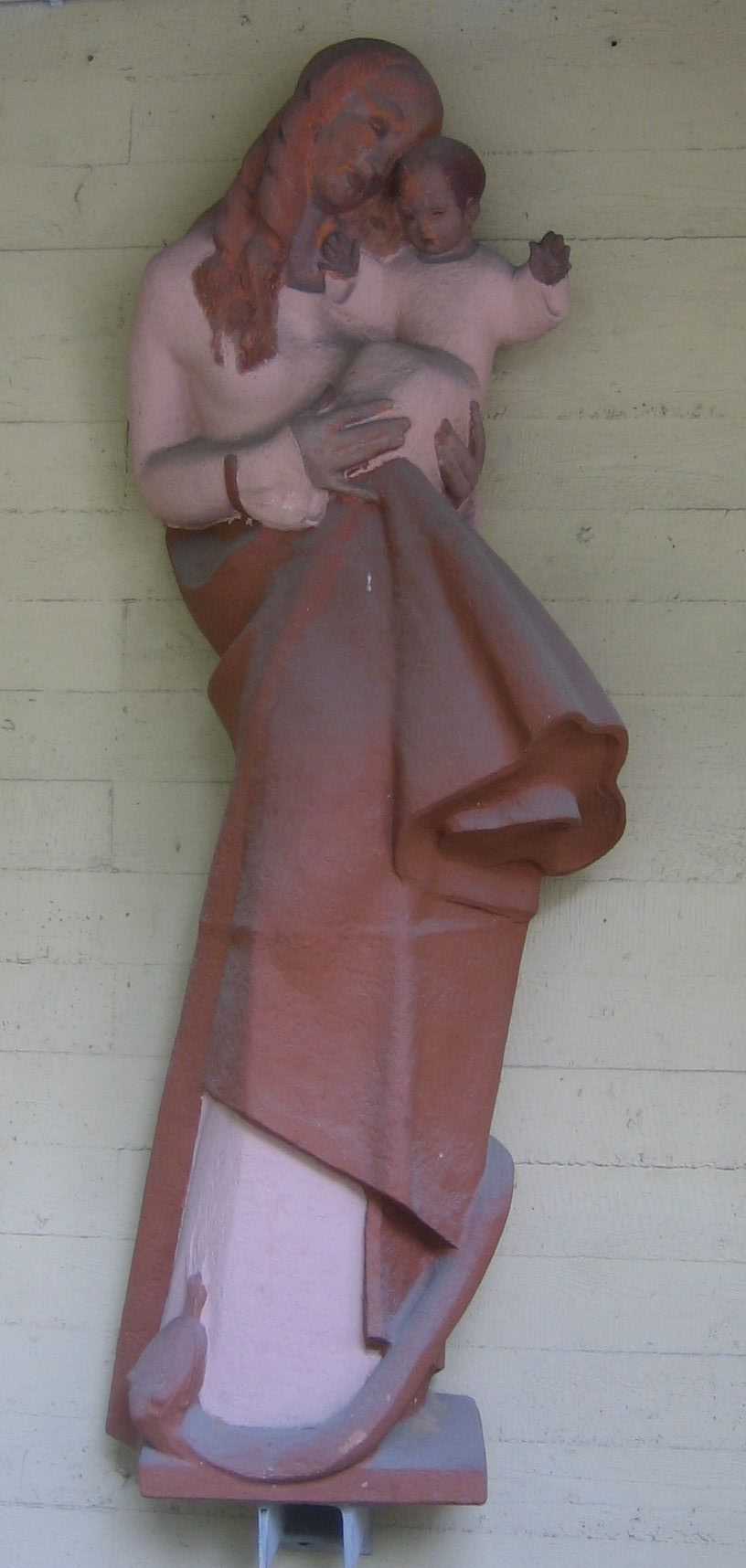
Muttergottesstatue als Tonplastik

Die räumliche Konzeption der Pfarrkirche Liebfrauen orientiert sich nach Osten. Bereits der Grundriss in Form eines Parabelstumpfs (griech. parabola = Gleichnis) verweist auf den Anspruch des Raumes, selbst zum Gleichnis (Parabel (Sprache)) zu werden: als heiliger, geheiligter Raum.
Der Altarraum, als zentraler Ort der Eucharistiefeier, ist Ort der gemeinsamen Feier des versammelten Gottesvolks und greift damit das Grundprinzip Participatio actuosa der katholischen liturgischen Bewegung des 20. Jahrhunderts auf. Die Kreuzwegstationen Adam Winters wurden in die moderne Kirche überführt und schmücken die Betonrückwand der Kirche. Jeweils 7 Stationen befinden sich links und rechts des Taufsteins. Die namensgebende Madonna der Notkirche wurde an der Außenwand im Süden des Gebäudes angebracht. Im Inneren des Sakralraumes befindet sich eine modernere Muttergottesstatue. Zu beiden Seiten der Orgel wurden musizierende Engel angebracht.
Die assoziative Verbindung zu Alt-Liebfrauen stellen drei Abgüsse von gotischen Apostelfiguren aus dem Tympanon der Kirche dar. Sie stellen den Evangelisten Matthäus sowie Jakobus, den Sohn des Zebedäus und seinen Bruder Johannes dar. Das keramische Flachrelief mit der Abendmahlszene wurde an der Wand neben dem Tabernakel angebracht. Das Kruzifix aus dem Ensemble von Adam Winter befindet sich heute im Vorraum des Nordeingangs. Das Fresko von Professor Albert Burkart wurde weiß übertüncht.
Eine neue Orgel erhielt Liebfrauen 1967 aus der Orgelbauanstalt Georg Stahlhuth. Sie verfügt über 18 Registern auf zwei Manualen und Pedal.
Zwei Glocken läuten für die Liebfrauenkirche. Sie wurden 1970 von Friedrich Wilhelm Schilling gegossen und klingen mit den Schlagtönen f′ und as′.
Die Pfarrkirche Liebfrauen beherbergt außer der Pfarrgemeinde noch die Spanischsprachige Katholische Gemeinde Mainz.